# Panjandrum

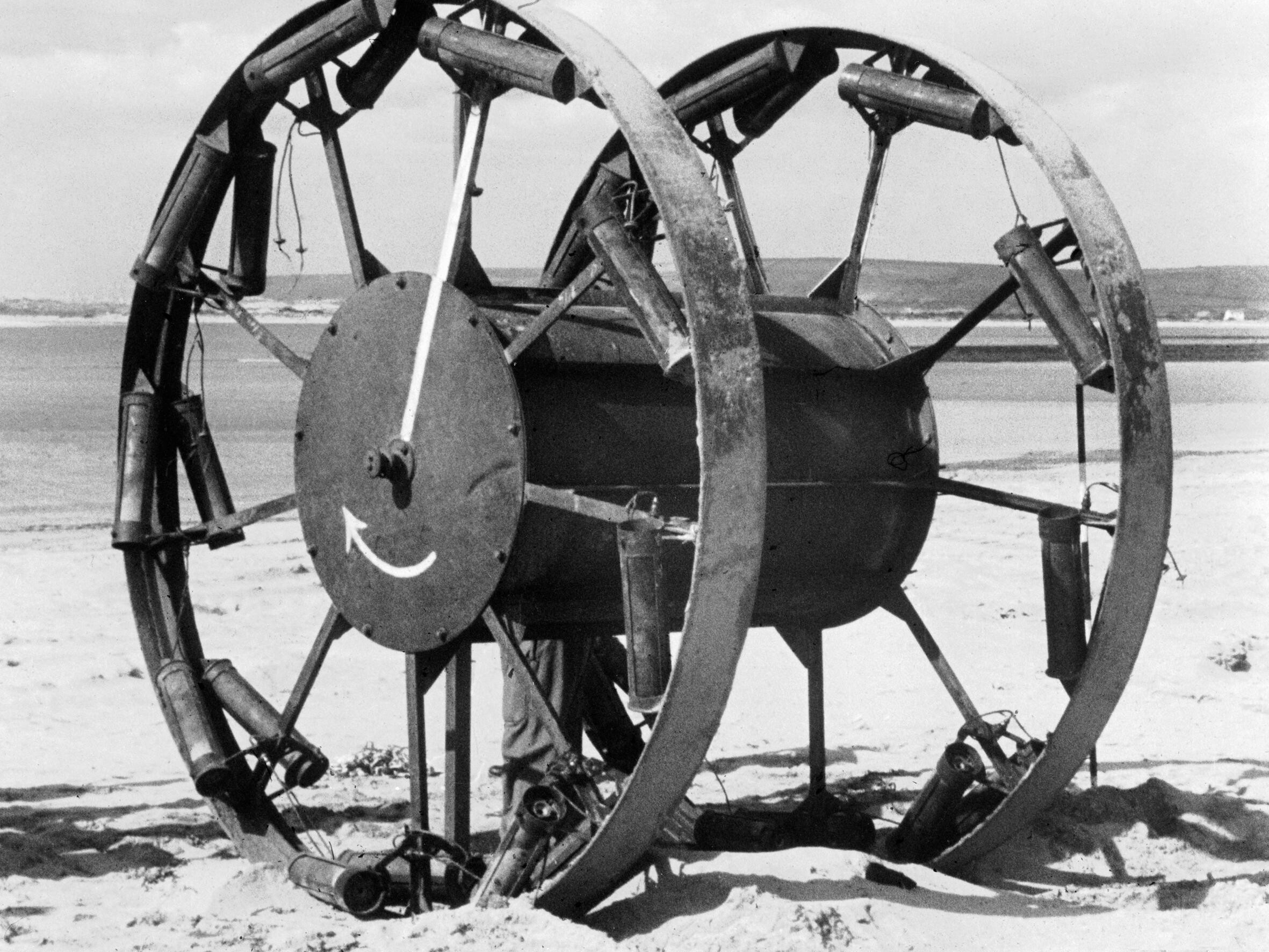
Panjandrum

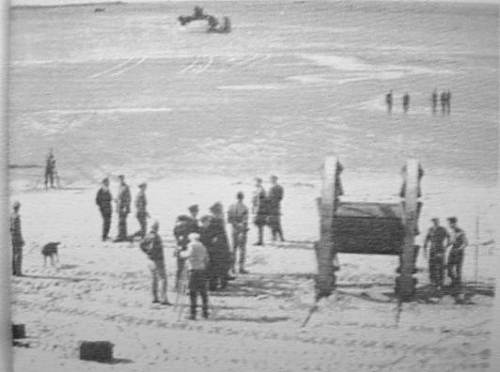
Panjandrum vid Westward Ho! i Devon.

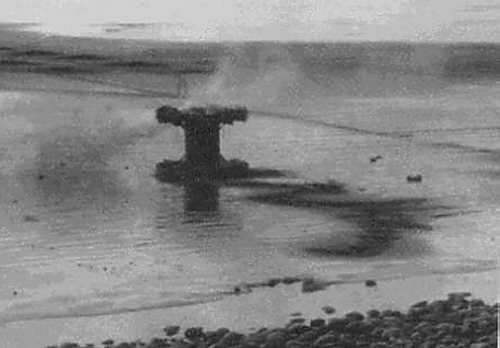
Panjandrum efter ett misslyckat test.

Panjandrum, även känd som The Great Panjandrum, var en tung raketdriven, explosivt laddad vagn konstruerad av den brittiska militären under andra världskriget. Den var ett av ett antal mycket experimentella projekt, såsom Hajile och Hedgehog, som utvecklades av Department of Miscellaneous Weapons Development, ungefär Avdelningen för övrig vapenutveckling, under krigets sista år. Panjandrum användes aldrig i strid.

## Utveckling
DMWD hade fått uppdrag att framställa en anordning som kunde tränga in i det 3 meter höga och över 2 meter tjocka betongförsvaret som utgör en del av Atlantvallen på franska kusten. Det krävdes vidare att enheten skulle kunna startas från landstigningsfartyg eftersom det var mycket troligt att stränderna framför försvarsvallen skulle bli en dödsplats för den som försökte köra enheten på land. Underlöjtnanten Nevil Shute Norway beräknade att det skulle behövas över ett ton sprängämnen för att skapa en öppning i storlek av en stridsvagn i en sådan vägg. Metoden för införande av en sådan mängd sprängämnen utgör ett betydande problem, och ett av de koncept som diskuterades resulterade i till sist i prototypen "Great Panjandrum". Den föreslagna anordningen var uppbyggd av två trähjul, tre meter i diameter med stålskoning som var en fot bred, förenade av en central trumma utrustad med den explosiva nyttolasten. Den skulle drivas med en uppsättning krutraketer fästa vid varje hjul. Det förutsades att Panjandrum, med en last av 1 800 kg, skulle kunna uppnå en hastighet på ca 100 km/h och enkelt krascha genom varje hinder för att nå målet. Namnet "Great Panjandrum" valdes av Shute med hänvisning till Samuel Footes berömda nonsenscitat (även om Footes verkligen var "den stora Panjandrum"), och i synnerhet till dess slutrad "tills krutet for ut vid hälen på deras boots".

## Utprovning
Prototypen byggdes i hemlighet vid Leytonstone och transporterades under natten till testplatsen vid Westward Ho!, Devon. Men hemligheten kring projektet bröts emellertid, eftersom stranden som valts som testplats också var en populär tillflykt för semesterfirare och från det första testet den 7 september 1943 och framåt, kunde alla prov följas av en stor publik trots DMWD:s varningar om vapnets osäkerhet. Eftersom ingenting som på något sätt liknade Panjandrum tidigare hade byggts, började försöken med stor försiktighet - bara en handfull krutraketer fästes på hjulen, och nyttolasten simulerades med en motsvarande vikt av sand. När Shute gav signalen antändes raketerna och Panjandrum sköt sig framåt ur landstigningsfarkosten, som användes som startplatta, och vidare en mindre sträcka upp på stranden innan ett antal raketer på höger hjul felfungerade och vapnet sköts ur kurs. Flera ytterligare försök gjordes med fler och fler raketer, men vid varje tillfälle tappade Panjandrum styrningen innan den nådde slutet av stranden.
Efter att ha arbetat med projektet i ytterligare tre veckor återvände teamet till stranden. Panjandrum var nu utrustat med över sjuttio krutraketer och ett stabiliserande tredje hjul. Vid starten rusade den mot stranden innan han vände tillbaka till havet. Ett antal raketer på 9 kg löstes ut och spreds vilt över huvudena på den församlade publiken eller exploderade under vattnet. Trots dessa misslyckanden, fortsatte Shute och hans team och tog bort det tredje hjulet och fäste stålkablar på de återstående två hjulen som en form av styrning. Panjandrum visade sig emellertid vara för kraftfull och slet av dessa. Flera veckor ägnades åt att testa varje tänkbart alternativ från tjockare kablar till tyngre raketklämmor utan framgång innan DMWD fick meddelande om att vapnet endast behövde kunna röra sig konsekvent mot fienden.

## Slutprovet
Med viss grad av självförtroende planerades ett sista prov att genomföras i januari 1944 inför ett antal marintjänstemän och forskare samt en officiell fotograf. Genomförandet gick emellertid inte som man hoppats utan slutade i ett liknande kaos som blivit resultatet av tidigare försök.
Med tanke på resultaten av försöken är det kanske inte förvånande att projektet skrotades nästan omedelbart av säkerhetsskäl. Emellertid har det senare hävdats att hela projektet var en bluff utformad som en del av Operation Fortitude, för att övertyga tyskarna om att planer utvecklades för att angripa de starkt befästa försvaren kring Pas-de-Calais snarare än den mindre försvarade kustlinjen vid Normandie. 

## Rekonstruktionen
I samband med 65-årsjubileumet för Normandie-landstigningarna konstruerades en kopia av Panjandrum som visades upp på den ursprungliga stranden för proven i Devon. Hjulet, som beställdes av den lokala Appledore Book Festival, var 1,8 m högt och 0,9 m brett och laddat med fyrverkeripjäser istället för sprängämnen. Det förväntades att rulla 500 meter med en hastighet på upp till 24 km/h. I uppvisningen rullade den i en rak linje, men bara i 50 meteroch händelsen spelades in på video. Neil A Downie beskrev principen och tillverkningen av en "Turbo Panjandrum", en Panjandrum som drivs av två eller flera elektriska motorer med hög effekt med propellrar fästa på ett par stora cykelhjul. Turbo Panjandrums framtagna av olika team har tävlat mot varandra.